# Allen Bard
Allen Joseph Bard (ur. 18 grudnia 1933 w Nowym Jorku, zm. 11 lutego 2024 w Austin) – amerykański elektrochemik.

## Życiorys
W latach 1948–1951 uczęszczał do Bronx High School of Science, potem studiował w City College of New York, gdzie w 1955 roku uzyskał stopień BA oraz na Uniwersytecie Harvard. Na tej ostatniej uczelni w 1958 roku obronił doktorat. W tym samym roku został zatrudniony na Uniwersytecie Teksańskim w Austin.
Jego zainteresowania naukowe dotyczyły zastosowania metod elektrochemicznych do badania procesów chemicznych, w szczególności zajmował się rozwijaniem skaningowej mikroskopii elektrochemicznej, obserwowaniem elektrochemiluminescencji i fotoelektrochemią.
W 2002 roku został uhonorowany Medalem Priestleya, a w 2008 Nagrodą Wolfa w dziedzinie chemii.